# Bayerotrochus boucheti
Bayerotrochus boucheti is een slakkensoort uit de familie van de Pleurotomariidae. De wetenschappelijke naam van de soort is voor het eerst geldig gepubliceerd in 2001 door Anseeuw & Poppe.